# Взятие Вейсенштейна
Взятие крепости Вейсенштейн (ныне Пайде) русскими войсками 1 января 1573 года в ходе Ливонской войны.

## Предыстория
Замок первоначально называли Wizenstein («белокаменный»), в транслитерации на русский — Вейсенштейн или Виттенштейн, местное эстонское наименование Paede и Paide — Пайде пришло позже, это производное от pae — плитняк, известняк, из которого построен замок. Он был основан в 1266 году магистром Конрадом фон Мандерном. Здесь располагалась резиденция фогта Ливонского ордена.
Стратегически важный пункт в центре эстонской части Ливонии, находясь в верховьях реки Пярну, контролировал пересечение сухопутных дорог. В декабре 1572 года этот форпост шведов осадила примерно 30-тысячная русская армия во главе с царём Иваном Грозным. В крепости заперлись до полусотни шведских солдат, которые при поддержке горожан оказали русским ожесточённое сопротивление.

## Ход сражения
Причиной падения стало то, что 16 декабря 1572 года около 5000 шведских рейтар и кнехтов двинулись в поход, намереваясь осадить Оберпален. Две картауны с порохом и свинцом отправили прямо по вейсенштейнской дороге; к ним должны были прибыть ещё несколько тяжелых орудий из Вейсенштейна. Но пушки не довезли дальше Ниенгофа, в 5 милях от Ревеля. В то же время русский царь вступил в Ливонию, между тем как шведы в Ревеле и Вейсенштейне не получали об этом ни малейшего известия, будучи уверенными, что для них нет никакой опасности. Вейсенштейнцы позже всё-таки узнали о движении русских, но думали, что это только набег русского отряда, высланного для захвата пушек в Ниенгоф. Наместник (комендант) Ханс Бой послал из замка почти всех кнехтов за 6 миль навстречу отправленным из Ревеля пушкам и так ослабил гарнизон, что в нём осталось всего 50 воинов, способных держать оружие, кроме 500 крестьян, бежавших в замок. Не успели они опомниться, как были окружены.
После шестидневной осады и мощного артобстрела, город был взят яростным приступом, который возглавил известный опричник Малюта Скуратов. Увлекая за собой остальных воинов, он одним из первых взобрался на крепостную стену и был сражён наповал. Согласно Бальтазару Руссову, началось избиение местного населения: не пощадили никого, кроме нескольких бедных крестьян, заявивших, что они подданные короля Магнуса из Оберпалена. Наместника Ханса Боя со многими другими шведами и немцами привели к Ивану Грозному, который в отместку за гибель Малюты живьем велел привязать их к кольям и зажарить до смерти. Это длилось несколько дней. Повсюду в Иервене было так много мертвых тел, что не нашлось никого, кто похоронил трупы. Взяв Вейсенштейн, Иван IV, удручённый смертью своего любимца, прекратил поход и вернулся в Новгород.

## Состав войск Ивана Грозного
По Разрядной книге 1475—1605 годов, в русское войско входили:
- Большой полк: Саин-Булат хан, государевы воеводы князь Пётр Тутаевич Шейдяков, князь Василий Юрьевич Булгаков-Голицын, окольничий Василий Иванович Умной-Колычёв. Василию Умному-Колычёву государь велел быть у Яма во дворовых воеводах, а на его место велел быть в большом полку окольничему князь Осипу Михайловичу Щербатову.
- Передовой полк: бояре и воеводы князь Иван Андреевич Шуйский и Никита Романович Юрьев.
- Полк правой руки: бояре и воеводы князь Иван Фёдорович Мстиславский и Михаил Яковлевич Морозов.
- Полк левой руки: боярин и воевода князь Семён Данилович Пронский и окольничий князь Дмитрий Иванович Хворостинин.
- Сторожевой полк: воеводы князь Иван Петрович Шуйский и Иван Дмитриевич Колодка Плещеев.
- Ертаул: воеводы князь Андрей Васильевич Репнин и князь Пётр Иванович Хворостинин.
- В окольничих ездили перед государем Дмитрий Андреевич Бутурлин и князь Иван Семёнович Козловский.
- Наряд: окольничий и воевода князь Юрий Иванович Токмаков и Василий Фёдорович Ошанин; головы Семён Фёдорович Нагой, князь Захарий Иванович Сугорский, Иван Григорьевич Зюзин, Василий Иванович Молчанов, Иван Петрович Новосильцев, Михаил Горский, Пётр Григорьевич Савин Большой.
- Знамя: головы князь Михаил Фёдорович Барятинский и Василий Молчанов Ильин.
- При царе находились два его сына, Иван и Фёдор, Михаил Кайбулович царевич Астраханский, Малюта Скуратов и Василий Григорьевич Грязной, король Ливонии Магнус.

## Последствия
Главной целью русского завоевания оставался Ревель. Однако город являлся оплотом шведского владычества в Ливонии, с
мощными укреплениями, которые без длительной осады было не взять. После битвы при Молодях царь старался избегать рискованных военных операций. Русское командование опасалось перебрасывать силы с южных границ в Ливонию, памятуя о сожжении столицы. Воспользовавшись первой незначительной победой, Иван IV объявил о решении отложить свой поход на Колывань, «замосковских и украинных городов детей боярских и понизовые люди пришли на государеву службу в Новгород летним временем безопасно».
По пути из Вейсенштейна, 6 января 1573 года, было составлено второе послание Ивана Грозного шведскому королю Юхану III: «А Ливонскую землю мы не перестанем завоевывать, пока нам её Бог даст. А много крови проливается из-за нашей вотчины, Ливонской земли, да из-за твоей гордости, что не хочешь по прежним обычаям сноситься с новгородскими наместниками; и пока ты этого не осознаешь, и дальше будет литься много невинной крови из-за твоей гордости и из-за того, что незаконно вступил в нашу вотчину, Ливонскую землю. А что мы короля Арцымагнуса пожаловали городом Полчевым и иными городами, то мы, слава Богу, в своей вотчине вольны: кого хотим, того и жалуем. Если хочешь выступить, так наши люди твои пушки видели; а захочешь ещё попытаться — увидишь, какая тебе будет прибыль. Если же захочешь мира своей земле — пришли к нам своих послов, и мы узнаем от них твои намеренья и решим, что следует сделать».
Русское войско разделилось надвое. H. Р. Юрьев вместе с герцогом Магнусом отправились брать Каркус. И. Ф. Мстиславский, И. А. Шуйский и М. Я. Морозов получили приказ разорить окрестности Колывани. Они столкнулись со шведами и были разбиты при Лоде 23 января 1573 года.
Наместником в Пайде стал Михаил Андреевич Безнин.
24 ноября 1581 года замок вновь перешел в руки шведов. Комендантом был назначен Генрих Абель Минден.

## Память
Недалеко от города Пайде находится монумент русским воинам, павшим при взятии крепости в 1573 году. Обелиск из серого плитняка высотой в 5 метров был установлен на небольшом холме Торнимяэ (Башенная горка) в 1886 году владельцем усадьбы Мяо, бароном Олафом фон Штакельбергом, в честь визита Великого князя Владимира Александровича в Вейсенштейн, в соседнее имение графа Толя Арукюла. Памятник заброшен и не пользуется популярностью у туристических гидов. Таким образом, история Ливонской войны не всегда востребована в Эстонии.
Большинство замков после тех событий не восстанавливалось. Мало в какой европейской стране на небольшой территории сконцентрировано такое количество средневековых полуразрушенных строений, которые являют собой печальный пример того, что с людьми и их землёй делает война. В современных эстонских путеводителях эти руины выступают свидетельством агрессии Московии Ивана Грозного в XVI веке. Однако имеется информация, что замок был восстановлен в 1580-х годах и разрушен только в ходе польско-шведской войны 1600—1611 гг.